# Archángelos (Kastoriá)
Pour les articles homonymes, voir Archangelos.
Archángelos, en grec moderne : Αρχάγγελος, auparavant appelé Tsoúka (Τσούκα), est un village historique du dème de Nestório, district régional de Kastoriá, en Macédoine-Occidentale, Grèce. La localité est inhabitée.